# Serka
Serka ist ein Dorf im Landkreis Leipzig in Sachsen. Politisch gehört der Ort seit Anfang 2011 zu Grimma. Er liegt an der Bundesautobahn 14 zwischen Mutzschen und Grimma.
Urkundlich wurde Serka 1378 das erste Mal als „Sylkow, Silkaw“ genannt. Weitere Nennungen waren:
- 1421: Serkow
- 1446: Sergkaw, Serckaw
- 1521: Serkau
- 1590: Sercka

## Entwicklung der Einwohnerzahl
| Jahr    | Einwohnerzahl                             |
| ------- | ----------------------------------------- |
| 1548/51 | 4 besessene Mann, 3 Inwohner, 6 1⁄2 Hufen |
| 1764    | 4 besessene Mann, 2 1⁄2 Hufen             |
| 1834    | 51                                        |

| Jahr | Einwohnerzahl |
| ---- | ------------- |
| 1871 | 45            |
| 1890 | 52            |
| 1910 | 40            |

| Jahr | Einwohnerzahl |
| ---- | ------------- |
| 1925 | 43            |
| 1939 | 32            |
| 1946 | 50            |

## Persönlichkeiten, die in Serka wirken oder gewirkt haben
- Holger Vogt (* 1943), Maler und Grafiker; lebt seit 1992 in Serka